# Alectra hundtii
Alectra hundtii är en snyltrotsväxtart som beskrevs av Melch.. Alectra hundtii ingår i släktet Alectra och familjen snyltrotsväxter. Inga underarter finns listade i Catalogue of Life.